# Lawrenceville (Illinois)
Lawrenceville é uma cidade localizada no estado americano de Illinois, no Condado de Lawrence.

## Demografia
Segundo o censo americano de 2000, a sua população era de 4745 habitantes.
Em 2006, foi estimada uma população de 4496, um decréscimo de 249 (-5.2%).

## Geografia
De acordo com o United States Census Bureau tem uma área de
5,2 km², dos quais 5,2 km² cobertos por terra e 0,0 km² cobertos por água. Lawrenceville localiza-se a aproximadamente 143 m acima do nível do mar.

## Localidades na vizinhança
O diagrama seguinte representa as localidades num raio de 16 km ao redor de Lawrenceville.